# La Bastide-de-Lordat
La Bastide-de-Lordat település Franciaországban, Ariège megyében. Lakosainak száma 310 fő (2022. január 1.). La Bastide-de-Lordat Le Carlaret, Lapenne, Saint-Félix-de-Tournegat és Trémoulet községekkel határos.

## Népesség
A település népességének változása:
| Lakosok száma | 211  | 145  | 153  | 250  | 274  | 282  | 286  | 287  | 289  | 310  |
|               | 1968 | 1982 | 1990 | 2006 | 2013 | 2015 | 2017 | 2019 | 2020 | 2022 |